# Disputas pelas Ilhas Spratly

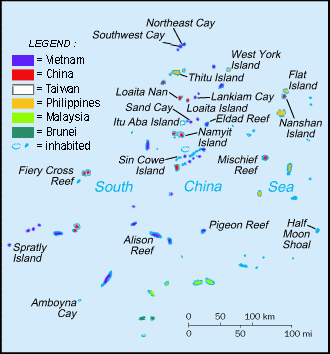
Mapa de ocupações militares nas Ilhas Spratly.

As disputas pelas Ilhas Spratly são conflitos territoriais em andamento entre Brunei, República Popular da China, Malásia, Filipinas, República da China e Vietnã acerca do domínio das Ilhas Spratly, um grupo de ilhas associadas a "recursos marítimos", como recifes, bancos oceânicos e ilhotas, localizadas no mar da China Meridional.  As disputas são caracterizadas por impasses diplomáticos e emprego de técnicas de pressão militar (como ocupação militar do território disputado) no avanço das reivindicações territoriais. Todos, exceto Brunei, ocupam alguma das ilhas Spratly.
As Ilhas Spratly são importantes por razões econômicas e estratégicas, possuindo áreas com potencial significativo, porém não utilizados, como reservas de petróleo e gás natural e áreas produtivas para a pesca mundial, fatores que atraem os países próximos com interesse de instalar plataformas continentais na localidade, caso sua reivindicação fosse reconhecida. A região também é uma das áreas mais movimentadas do tráfego marítimo comercial. Em 2014, a China aumentou a atenção internacional na região devido à processos de dragagem, feitas em meio a especulações de que estaria planejando desenvolver, ainda mais, sua presença militar na área. Em 2015, imagens de satélite revelaram que a China estava construindo uma pista de pouso em uma das ilhas, em continuidade com suas atividades de aterramento. Somente China, Taiwan e Vietnã fizeram reivindicações baseadas em "soberania histórica" sobre as ilhas. Filipinas, entretanto, reivindicou parte do território sob a Convenção das Nações Unidas sobre o Direito do Mar, um dos pontos que também foi ratificado por outros países envolvidos na disputa das ilhas.
As ilhas, devido às diferentes línguas dos países em disputa, possuem vários nomes, normalmente há o "nome internacional", geralmente em inglês; o "nome chinês", às vezes diferentes entre a RPC e RC; e os nomes em vietnamita e filipino, além dos nomes alternativos e, por vezes, com origens coloniais.

## Razões para a disputa
Há razões diversas pelas quais as nações vizinhas, assim como o mundo em geral, estão interessados nas Ilhas Spratly.

### Hidrocarbonetos
Em 1968, foi descoberto petróleo na região. O Ministério de Geologia e Recursos Minerais da China estima que a região detém reservas de petróleo e gás natural de 17,7 bilhões de toneladas (1,60 x 10^10 kg).[carece de fontes?] A Administração de Informações Energética (EIA) dos Estados Unidos, entretanto, contestam a informação sobre a quantidade de recursos, alegando que não há uma quantia considerável de petróleo na região.

### Pesca comercial
A região é uma das áreas mais produtivas do mundo para a pesca comercial. Em 2010, as regiões do mar da China Meridional representaram 14% do total da pesca mundial, com cerca de 11.7 milhões de toneladas. Contra a marca de 4 milhões de toneladas em 1970.

### Navegação comercial
A região é uma das mais movimentadas rotas marítimas do mundo. Durante a década de 1980, pelo menos 270 navios passavam, todos os dias, pela região das Ilhas Spratly. Atualmente, mais da metade do tráfego petroleiro do mundo passa através das águas da região.